# Ángela de la Cruz
Santa Ángela de la Cruz (Sevilla, 30 de enero de 1846-Sevilla, 2 de marzo de 1932) fue una monja católica española fundadora de la congregación religiosa llamada Compañía de la Cruz, dedicada a ayudar a los pobres y a los enfermos. Su nombre secular fue María de los Ángeles Guerrero González. Fue canonizada por san Juan Pablo II el 4 de mayo de 2003. Su cuerpo se encuentra en la capilla de la Casa Madre en Sevilla.

## Biografía

### Infancia y juventud

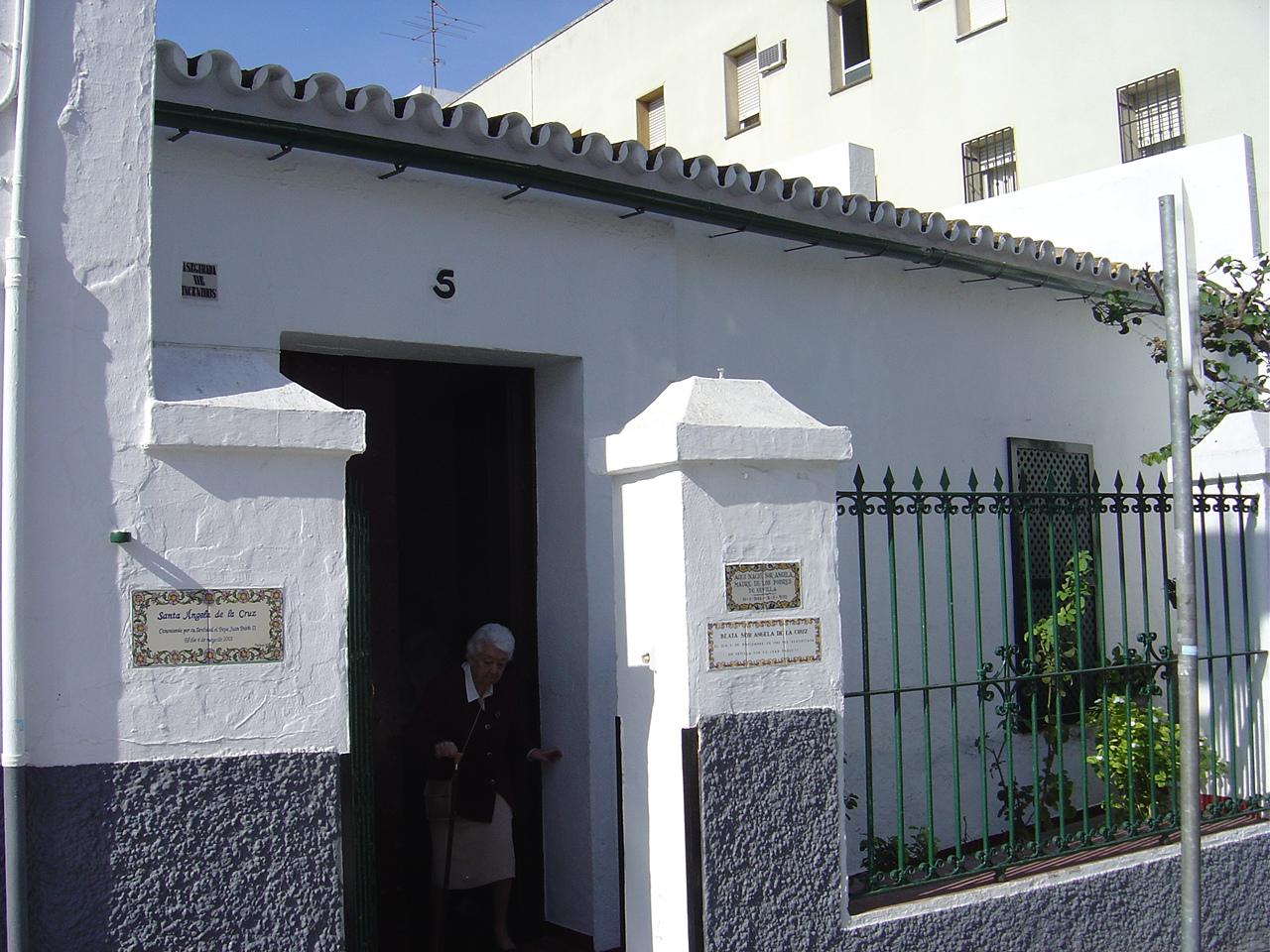
Casa natal de Santa Ángela de la Cruz en la Plaza de Santa Lucía, 5, en Sevilla.

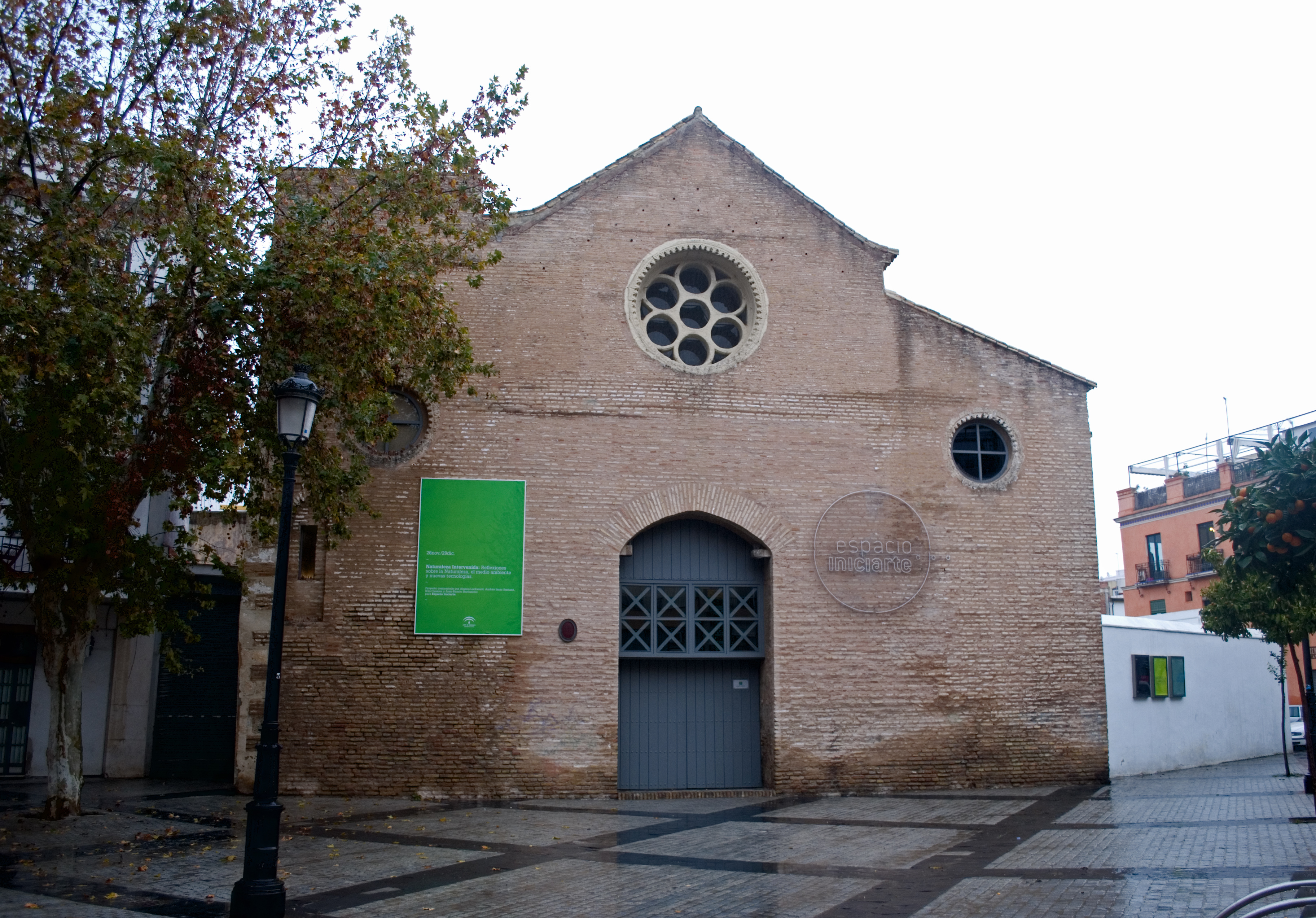
Fachada de la iglesia de Santa Lucía donde fue bautizada.

Su familia era muy modesta. Su padre, Francisco Guerrero, nació en Grazalema, provincia de Cádiz. Era aficionado a leer libros de religión. Su oficio principal fue cardador de lana, aunque también fue cocinero en el Convento de la Trinidad, de frailes trinitarios. Se casó en Sevilla con Josefa González, hija de padres nacidos en Arahal, provincia de Sevilla, y Zafra, provincia de Badajoz. La madre, Josefa, y la hermana mayor, Joaquina, lavaban y cosían la ropa del Convento de la Trinidad. Sin embargo, dejaron de trabajar para el convento tras la desamortización, en 1835.
Ángela nació a las siete de la tarde del 30 de enero de 1846, en una casa ubicada en el número 5 de la Plaza de Santa Lucía de Sevilla. La casa natal es conservada en la actualidad por el instituto religioso que fundó. El 2 de febrero fue bautizada en la Iglesia de Santa Lucía, con el nombre de María de los Ángeles, por el nombre de su abuela paterna, Martina, por el santo del día, y de la Santísima Trinidad, probablemente por la vinculación que habían tenido sus padres con aquel convento. La pila bautismal se conserva en la casa natal, calle Santa Lucía 5.
En la acera de enfrente se encuentra el Beaterío de la Santísima Trinidad. Josefa mantenía buena relación con estas religiosas y pasaba las tardes cosiendo con la portera del beaterío.
Tuvo catorce hermanos, aunque solamente seis alcanzaron la edad adulta; los otros ocho fallecieron durante la infancia, circunstancia entonces habitual, pues existía una alta tasa de mortalidad infantil. Los varones que llegaron a la adultez fueron José, Antonio y Francisco y las mujeres Joaquina, Ángela y Dolores.
Su padre falleció cuando Ángela era niña. Sus restos se trasladaron del cementerio a la iglesia del antiguo Convento de la Trinidad, que en la actualidad es la Basílica de María Auxiliadora, de los salesianos.
En la casa de Ángela, durante el mes de mayo, se ponía un altar a la Virgen para rezar el rosario. En su casa había una imagen de la Virgen de los Dolores y otra de la Virgen del Rosario, aunque ella era más devota de la Virgen de los Reyes, que se encuentra en la Capilla Real de la Catedral de Sevilla. La familia tenía encomendado el cuidado del altar de la Virgen de la Salud de la Iglesia de Santa Lucía. Cuando era pequeña, solía rezarle a la Virgen de la Salud de la Iglesia de Santa Lucía, que actualmente se encuentra en la Casa Madre de la Compañía de la Cruz, en Sevilla. Desde su infancia mostró una gran aflicción ante las personas con malos modales. En la escuela aprendió a escribir, algo de aritmética y el catecismo. Hizo la primera comunión en febrero de 1854.
Hacia los doce años, empezó a trabajar en el taller de calzado de Antonia Maldonado, también en el centro de Sevilla. Antonia Maldonado era muy religiosa. Su director espiritual era el sacerdote José Torres Padilla. A última hora de la tarde, todas las operarias se reunían para rezar el rosario en un oratorio en el piso superior. Allí permaneció hasta los veintinueve años de forma casi ininterrumpida.
José Torres Padilla era de La Gomera, Canarias. Se ordenó sacerdote en Sevilla. Fue canónigo de la catedral y catedrático del seminario. Era un sacerdote muy respetado en la ciudad. Fue también guía espiritual de Santa Ángela. El jesuita Alfonso Torres destacó su habilidad pastoral en un discurso sobre un texto de Santa Ángela en la Real Academia Sevillana de Buenas Letras del 11 de mayo de 1941, llegando a afirmar que "fue un director espiritual a lo Juan de Ávila".
Ángela daba todos los viernes su comida a los pobres y luego les pedía a Antonia Maldonado y a las otras trabajadoras pan para añadir a su limosna.
Desde su juventud practicó la mortificación personal. Desde los 15 usó como cama una tabla y una piedra como almohada. También usaba frecuentemente cilicios. Además, realizaba ayunos. Su religiosidad era conocida en el taller. Se le atribuyó un milagro, indicando que un día de lluvia había ido del taller a su casa sin mojarse nada. En otra ocasión, en 1862, cuando las trabajadoras estaban en el oratorio rezando, ella se puso a levitar. Todas la vieron y, por orden de Antonia Maldonado, bajaron sin hacer ruido al taller, donde esta les dijo que no le dijeran nada de lo sucedido a Ángela cuando regresase. Al regresar al taller, Ángela les dijo: "¡Me dejaron ustedes dormida!". Antonia Maldonado le contó esto a José Torres, que quiso conocerla. Desde entonces fue su confesor y director espiritual.
También realizaba visitas a enfermos. En una ocasión, una señora tenía una enfermedad con llagas y se negaba a operarse porque le daba miedo, ella succionó las llagas y la enferma sanó.
En 1865, con diecinueve años, quiso ser monja. Torres le escribió una carta de recomendación para el Convento de San José, de las carmelitas descalzas. Ángela escribió a unas amigas de Marchena para decirles que iba a entrar en un convento. Este es el primer documento manuscrito de la santa que se conserva. Las carmelitas la consideraron muy débil de cuerpo como para resistir la labor de las legas y no le admitieron. Se conservan unas 5 000 cartas de Santa Ángela de la Cruz.

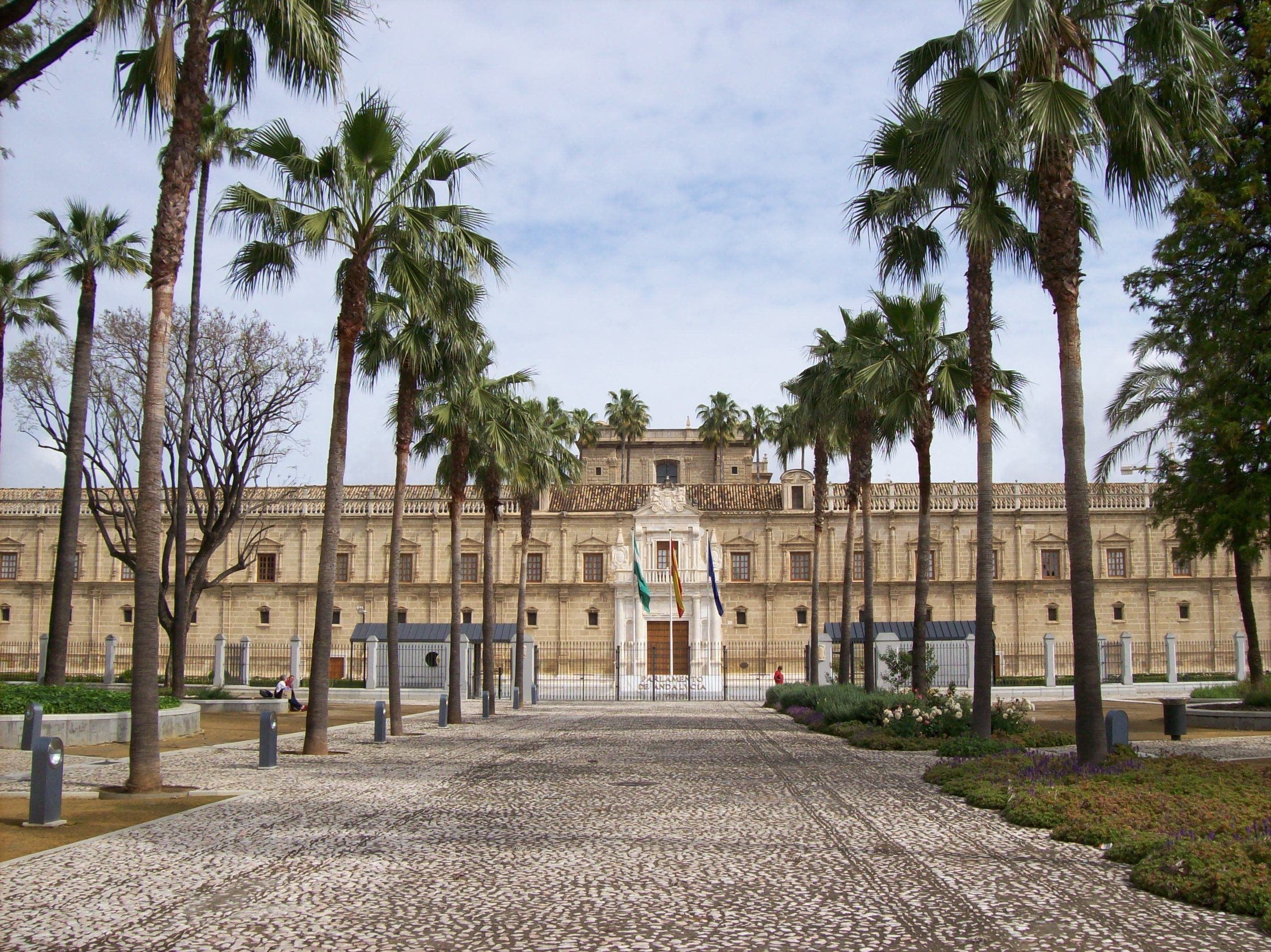
Hospital de las Cinco Llagas.

En 1869, cuando tenía veintitrés años, Torres le animó a intentar entrar en la Compañía de las Hijas de la Caridad de San Vicente de Paúl, que realizaba obras de misericordia. Estuvo con esta congregación en el Hospital de las Cinco Llagas. Pasó el postulantado y tomó el hábito de novicia. Tras esto, desarrolló un problema de salud con vómitos. La destinaron a Cuenca y luego a Valencia. Continuó con este problema de salud. Consultaron con médicos y le cuidaron mucho en la congregación con la intención de que continuase con ellas, pero el malestar persistió y tuvo que abandonar la vida religiosa. En 1870 regresó a casa con su madre, Josefa. Curiosamente, después de dejar la vida religiosa, los vómitos desaparecieron tan misteriosamente como se habían iniciado, sin dejar ninguna secuela. Ella decía que se había curado gracias a unos "soldaditos de pavía" (bacalao cortado en tiras rebozado y frito) que había comprado en una freiduría de Sevilla.
Continuó trabajando en el taller de calzado.
José Torres Padilla participó en el Concilio Vaticano I (1869-1870).
Torres también era director espiritual de una monja mercedaria llamada sor Florencia del Santísimo Sacramento. En la Cuaresma de 1873 sor Sacramento tuvo una visión después de comulgar: en el centro de un cuadro dos ángeles coronaban con una corona de rosas olorosas a una joven y escuchó una voz que decía "Esa es Angelita". Ella se lo comunicó a Torres. Para probar la veracidad del milagro, Torres envió a dos monjas a sor Sacramento para que ella dijera cuál era Angelita y esta contestó que no era ninguna de las dos. Luego mandó a Ángela y la reconoció como la joven de la visión.
En marzo de 1873 Ángela dijo haber vivido un estado del alma de gran elevación mística. Desde entonces, con permiso de su director espiritual, pasó a firmar como Ángela de la Cruz.
Un día, al salir de una misa en la capilla de la Orden Tercera de San Pedro de Alcántara, tras haber visto un cuadro en el que parecía que san Francisco de Asís estaba levitando, le dijo a su amiga que sentía un gran deseo de vivir despegada de la tierra.
El 1 de noviembre de 1873, Ángela se propuso por escrito vivir conforme a los criterios evangélicos.

### Fundación de la Compañía de la Cruz

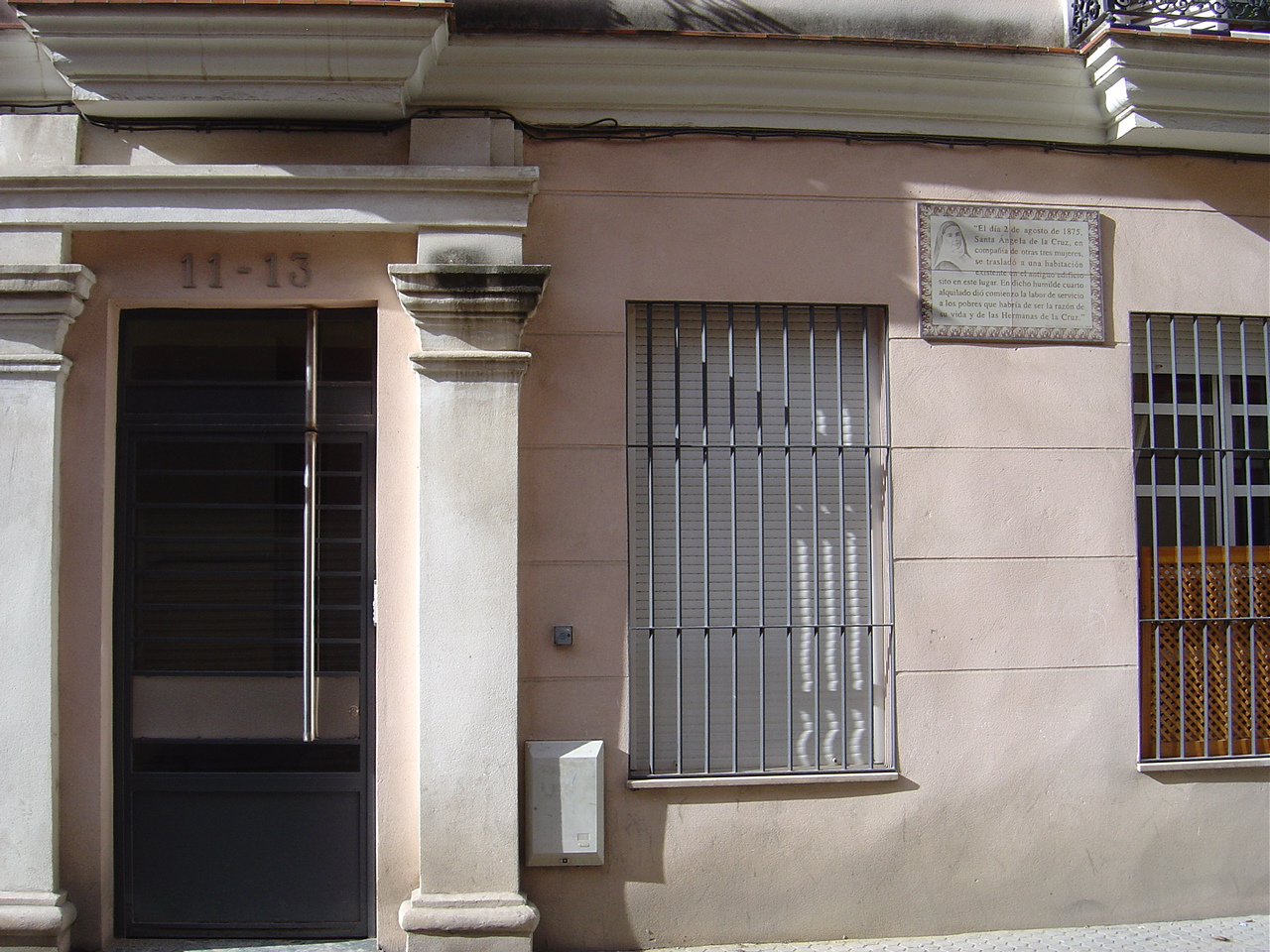
Casa en la calle San Luis, 13 de Sevilla donde Santa Ángela de la Cruz organizó su primer convento.

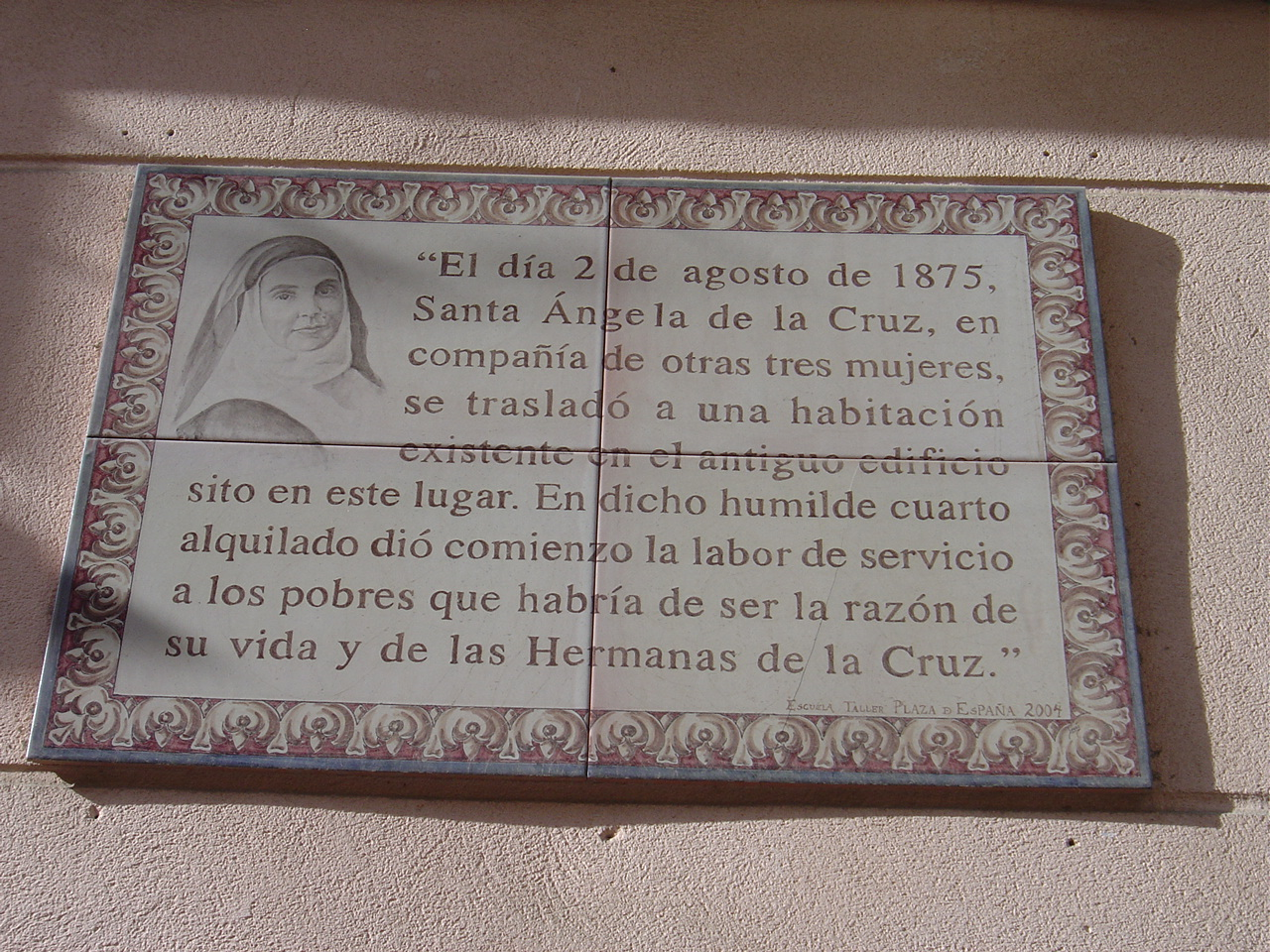
Placa conmemorativa en la calle San Luis, 13, de Sevilla.

El 11 de octubre de 1874 comenzó a escribir su diario espiritual. Estos escritos recibirán el nombre de «Papeles de conciencia».
El 8 de diciembre de 1874 se consagró al Señor con votos perpetuos. Poco después quiso fundar una compañía para alcanzar la perfección espiritual, como comunicó al sacerdote Torres. Por ello, observaría la pobreza como un medio para acercarse a los pobres y llevarlos hasta Cristo.

Hay que hacerse pobre, con los pobres, para atraerlos a Cristo. […] Si para aconsejar a los pobres que sufren sin quejarse de los trabajos de la pobreza, es preciso llevarla, vivirla, ¡qué hermoso sería un instituto, que por amor a Dios abrazara la mayor pobreza, para de este modo ganar a los pobres y subirlos hasta Él! […] hay que contrarrestar el espíritu del mundo con este gran pensamiento, hacerse pobre con los pobres para llevarlos a Cristo.

Consideraba la Cruz como la cumbre más elevada de la perfección. También quería dar a conocer al mundo la Cruz de Cristo, ya que, como escribió una vez, "la enseñanza del Calvario no es nueva, pero está muy olvidada".
Consideraba su padre espiritual a san Francisco de Asís y quería alcanzar esos niveles de humildad ante Dios.
Contó que, en 1875, mientras iba por la calle Enladrillada rezando el rosario, se le había aparecido la Virgen María. Describió la aparición del siguiente modo:

Parecía suspendida en el aire, pero tan hermosa, y tan amable su rostro, que mi alma se vio llena de afectos amorosos, comprendiendo todo lo que esta poderosa reina hará para ayudar a la perfección de estas almas. Tuve que parar el rosario para gozarme de aquella belleza y prorrumpir en una porción de alabanzas que salían de mi corazón hacia esta bendita Señora. […] Yo la veo del tamaño de la Virgen del Buen Consejo que estaba en San Felipe, y una cara tan preciosa (porque esta imagen tenía una cara preciosa). ¡Ojalá que se encuentre una cara así para la de nuestro oratorio!.

A finales de junio de 1875 Torres le dijo a Ángela que convendría que dejase el taller para preparar mejor la nueva fundación, por lo que se despidió de sus compañeras. En un mes escribió las reglas. Ángela logró la adhesión de Josefa de la Peña, una terciaria franciscana con la que iba a visitar a los necesitados. A ellas se les unieron dos muchachas humildes: Juana María Castro y Juana Magadán. Con el dinero de Josefa Peña, aquel verano alquilaron un cuarto con derecho a cocina en el número 13 de la calle San Luis.
El 2 de agosto de 1875 las cuatro hermanas salieron de la calle San Luis para ir a la Iglesia del Convento de Santa Paula, donde asistieron a una misa oficiada por Torres, comulgaron y se consagraron a Dios en el amor y servicio a los pobres. De esta forma, quedó constituida la Compañía de la Cruz con sor Ángela de la Cruz, sor Josefa, Juana María Castro con el nombre religioso de sor Sacramento, y sor Juana.
Las monjas realizaban obras de caridad con los pobres y visitas a los necesitados.
El 1 de octubre se trasladaron a una casa alquilada, el número 8 de la calle Hombre de Piedra. La casa fue bendecida por el párroco de San Lorenzo, el beato Marcelo Spínola y Maestre. En la Navidad de 1875 el arzobispo Luis de la Lastra y Cuesta dispuso que se vistiesen con hábito para exteriorizar sus votos. Este fue diseñado por Santa Ángela: de color marrón, con un escapulario de la misma tela, un cordón como el de los franciscanos, toca blanca y, como calzado, simples alpargatas.
La siguiente en unirse fue sor Ana. Posteriormente se unieron a la Compañía Luisa Padilla, de la alta sociedad sevillana y directora de un colegio, y una de sus discípulas, Concepción Fernández, que pasó a tener el nombre religioso de sor Pura. Una de las hermanas que se unió posteriormente fue sor Adelaida de Jesús, que se curó de una tuberculosis que podría haberla matado, atribuyendo esto a la intercesión de fray Diego José de Cádiz. Este milagro de sanación sirvió para beatificar a Diego José de Cádiz en 1894, por León XIII.
El 2 de febrero de 1876, Torres solicitó al arzobispado la aprobación de la Compañía de la Cruz, "una piadosa congregación de señoras". El arzobispo dio su aprobación el 5 de abril. En julio de 1876 la Santa Sede autorizó que celebrasen la misa y guardasen la Eucaristía en su casa de la Compañía de la Cruz y en cualquier otra que fundasen.
Ángela de la Cruz quería que la imagen de la Virgen María siempre tuviera flores. El convento tendría macetas de plantas con flores, pero solo para poder ponérselas a la Virgen María.
El marqués de Casa León y su esposa, vinculados a Torres, donaron a la Compañía una casa situada en la calle Lerena número 3, haciendo esquina con la plaza de San Martín. Ya se encontraban instaladas en este lugar el 11 de junio de 1876. Tras la desacralización de la Iglesia de Santa Lucía en 1868, la Virgen de la Salud fue trasladada a la Iglesia de San Julián. Torres consiguió que la Virgen de la Salud se trasladase a la casa de las hermanas de la Cruz.

### Desarrollo y nuevas fundaciones
En los comienzos, dos monjas fueron a pedir limosnas por Cádiz y su provincia.
En el invierno de 1877 tuvo lugar una epidemia de viruela y las hermanas de la Cruz ayudaron a muchos enfermos. En los barrios pobres, la tuberculosis hacía estragos y muchos niños quedaban huérfanos, por lo que la Compañía decidió recogerlos hasta que tuvieran edad para valerse por sí mismos. La primera niña recibida, Dolorcitas, falleció enseguida, pero recogieron y cuidaron a muchos más niños. La monja encargada de esta tarea fue sor Luisa.
El 2 de julio de 1877 falleció sor Juana, lo que apenó mucho a Ángela. Poco después enfermó sor Pura. El médico le aconsejó una temporada de descanso en la sierra. Como era de Jimena de la Frontera y su familia estaba allí, se trasladó a ese pueblo el 15 de julio de 1876 con sor Adelaida de Jesús para que la cuidasen. Encarnación Delgado, una señora del pueblo, les ayudó llevándoles provisiones, visitándolas y cuidando a la enferma. Tenía dos hijas: María de los Ángeles y Encarnación, y un hijo sacerdote, José María Álvarez Delgado. Álvarez asistió espiritualmente a las monjas y les preguntaba con interés por el canónigo Torres. Posteriormente, le escribió para informarle de la salud de la monja enferma. Torres le contestó agradecido y le habló de sor Ángela de la Cruz. El médico de sor Pura en Jimena le dijo que le convenían baños en el mar, de forma que las dos monjas fueron el 2 de agosto a Algeciras. Ese día, María de los Ángeles le dijo al sacerdote Álvarez que quería ser hermana de la Cruz. Ambos fueron a Sevilla el 4 de agosto de 1877 y se alojaron en la casa de Torres. Álvarez iba para conocer al prestigioso Torres y ponerse bajo su dirección espiritual. María de los Ángeles gustó mucho al resto de hermanas, entró en la Compañía de la Cruz y la fundadora la consideraba excelente. Álvarez fue a vivir a Sevilla con su madre. Aprendió de espiritualidad con Torres y se informó sobre la Compañía de la Cruz. Otras dos monjas provenientes de Jimena fueron María Fajardo y Francisca Rivas.
En Utrera, el marqués de Casa-Ulloa les donó un edificio. El 16 de julio llegaron en tren desde Sevilla siete monjas acompañadas de sor Ángela de la Cruz, su vicaria, el sacerdote Torres y Joaquín Casa León. La fundación se realizó el 18 de julio en este inmueble, formando esta comunidad con las siete monjas. Los salesianos de Utrera les proporcionaban su asistencia espiritual.
Torres enfermó el 13 de agosto. Álvarez le visitó el Lunes Santo, en abril. Torres falleció el 23 de abril. El fallecimiento le fue comunicado a las hermanas por el sacerdote Tejero, confesor de Torres. Ángela de la Cruz nunca tuvo otro director espiritual que le gustase tanto.
Álvarez, de 32 años, pasó a encargarse de dar asistencia religiosa a la Compañía de la Cruz en mayo de 1877. También fue confesor del arzobispo de Sevilla, del marqués de Casa León y de su esposa.
En enero de 1878 tuvo lugar una inundación en Sevilla. La Guardia Civil y las hermanas de la Cruz se destacaron ayudando a los afectados por la riada.
El arzobispo Joaquín Lluch le puso el escapulario de las hermanas de la Cruz, que llevó sobre la sotana, el 18 de mayo de 1878. También empezó a llevar alpargatas.
El 31 de agosto sor Ángela de la Cruz y el sacerdote Álvarez acompañaron a un grupo de monjas para la fundación de un convento en Ayamonte, provincia de Huelva. El nuevo convento fue fundado el 14 de septiembre con un grupo de monjas con sor Sacramento de madre superiora. Fue puesto bajo la protección de santa Clara. Sor Ángela estuvo varias veces en este lugar, que también conserva abundante correspondencia de la santa.
El 8 de diciembre de 1878 sor Ángela pronunció sus votos perpetuos en una misa del sacerdote Álvarez.
Con los escritos de sor Ángela, el sacerdote Álvarez elaboró una publicación de las reglas. Sor Ángela entregó a cada monja un ejemplar. Estas fueron aprobadas por el arzobispo Lluch el 8 de mayo de 1879.
El 15 de abril de 1880 siete monjas, acompañadas por sor Ángela y el sacerdote Álvarez, fundaron un convento en Carmona. Fue puesto bajo la protección de san Juan de Dios. Para la inauguración, se celebró una misa solemne en la Iglesia del Salvador y luego se llevó el Santísimo Sacramento a la capilla del convento.
En agosto de 1880 Lluch comunicó a Marcelo Spínola su nombramiento como obispo auxiliar de Sevilla, siendo un colaborador de las hermanas.
Gracias a las donaciones de varios benefactores, entre los cuales estaba el arzobispo, las monjas adquirieron una nueva casa situada en el número 12 de la calle Cervantes. Se trasladaron a la nueva sede el 15 de diciembre de 1881. El 12 de mayo de 1882 murió el sacerdote Álvarez. El obispo auxiliar, Marcelo Spínola, pasó a ofrecerles asistencia espiritual hasta que hubiera algún sacerdote para ello.
El 6 de julio de 1883 Marcelo Spínola nombró director espiritual de las monjas al sacerdote José Rodríguez Soto, que antes había estado en el noviciado de los jesuitas en Murcia.
El instituto religioso que fundó consideraba a sor Ángela de la Cruz la "madre" y Josefa González la "abuelita". Estaba considerada una cristiana ejemplar. Josefa murió el 15 de agosto de 1882.

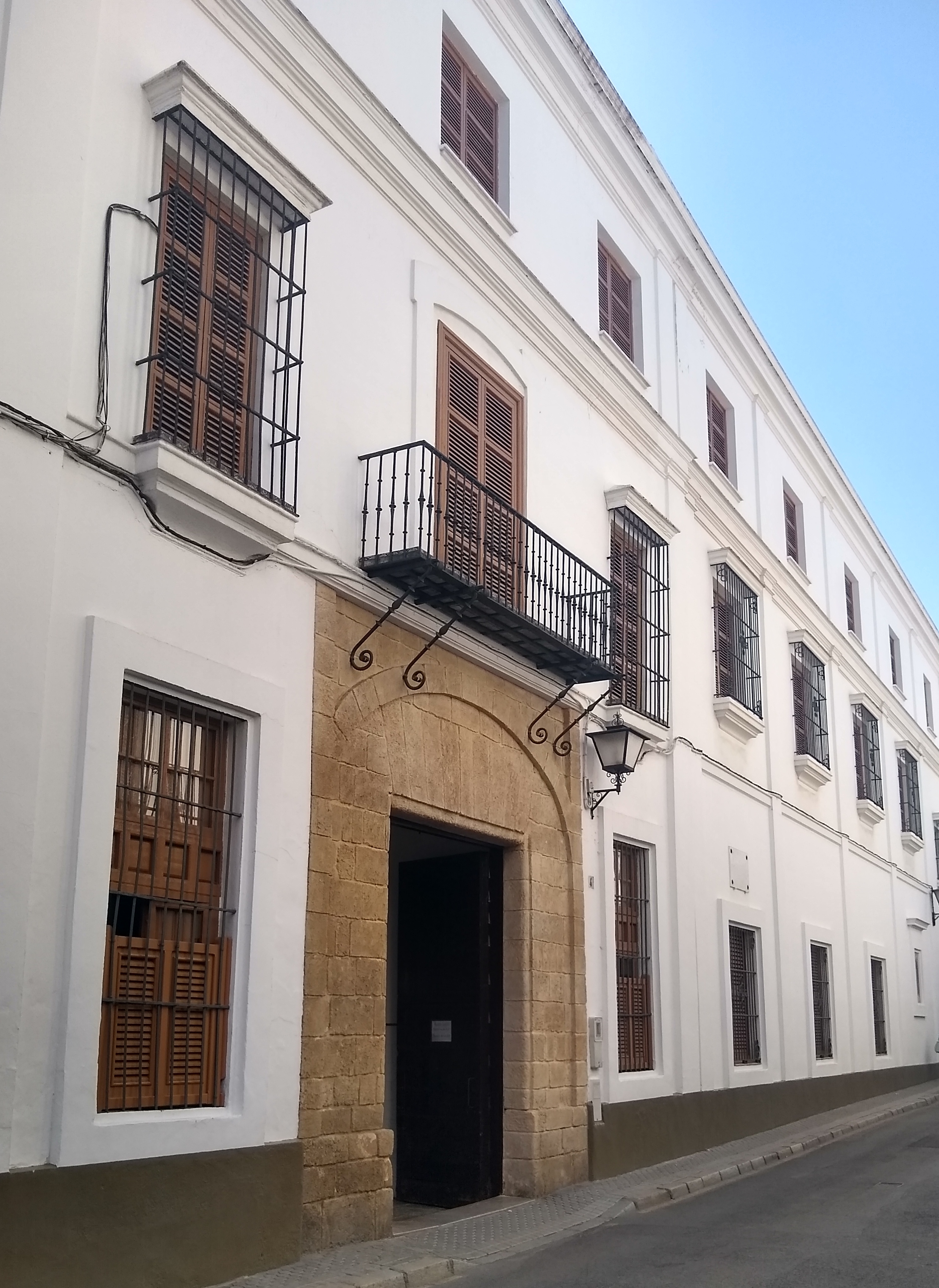
Casa Madre de las Hermanas de la Cruz, en la calle Santa Ángela de la Cruz (antigua calle Alcázares).

El 3 de diciembre de 1887 la comunidad de Sevilla se trasladó a una nueva sede, en la calle Alcázares, actualmente llamada Santa Ángela de la Cruz. La capilla del convento fue bendecida por el arzobispo Ceferino González.
La infanta María Luisa de Borbón, que vivía en el Palacio de San Telmo desde 1849, fue amiga íntima de sor Ángela. Cuando falleció, en 1897, sus restos fueron enviados al Monasterio de San Lorenzo de El Escorial amortajados con el hábito de las hermanas de la Cruz.
En 1890 el arzobispo Benito Sanz y Forés le pidió a sor Ángela y al sacerdote Rodríguez que consiguieran la aprobación de la Santa Sede a las reglas de la orden. El arzobispo fue nombrado cardenal y tuvo que viajar a Roma a recibir el capelo cardenalicio del papa León XIII. Le pidió a Rodríguez que le acompañase para encargarse de la aprobación de las constituciones, pero el sacerdote no pudo lograrlo.
Pilar Sánchez Arjona le pidió a sor Ángela que fundase un convento en su pueblo: Villafranca de los Barros, provincia de Badajoz, Extremadura. Como sor Ángela tenía muchas solicitudes, dijo que no podía pero que lo tendría en cuenta para el futuro. Pilar y el párroco, Inocente Guerrero, decidieron seguir con el proyecto. Expusieron a sor Ángela la necesidad que tenían y la bondad con la que las acogerían sus habitantes. Sor Ángela mandó a tres monjas para que ayudasen en el hospital, para que atendiesen a las niñas huérfanas y visitasen a los necesitados. Se arregló una casa y llegaron seis monjas más, acompañadas por sor Ángela y el sacerdote Rodríguez. La fundación del nuevo convento tuvo lugar el 8 de junio de 1890. Fue puesto bajo la protección de san Cayetano. Sor Ángela visitó este convento en varias ocasiones. Fue el primero fundado fuera de la región de Andalucía.
El 9 de abril de 1894 sor Ángela y sor Adelaida de la Cruz fueron a participar en la Peregrinación Nacional Obrera a Roma. Se hospedaron en el convento de las Esclavas del Sagrado Corazón, fundado por Rafaela del Sagrado Corazón. El día 16 de abril visitaron el sepulcro del franciscano san Benito José Labre en la Iglesia de Santa María de las Montañas, y la casa donde vivió, y pudieron contemplar sus ropas y sus libros. El 21 de abril fueron recibidas por León XIII. Le besaron el pie y el anillo. El papa le puso las manos en la cabeza varias veces a Santa Ángela en señal de bendición y le dijo que se fijase en que, en la ceremonia de la beatificación, se descorrería una cortina y aparecería en la Gloria de Bernini el retrato de Diego José de Cádiz en el momento del milagro. Adelaida estaba emocionada y fue ella la que tomó la palabra. Le dijo que el instituto pediría por tres cosas: el triunfo de la Iglesia, el papa y el cardenal allí presente y por la aprobación de la regla. El papa lo aprobó todo sonriente y les preguntó qué comían, dónde dormían y que obras de caridad ejercitaban. Adelaida le contó todo. El papa se mostró satisfecho, bendijo al instituto y las bendijo a las dos. El 22 de abril asistieron a la beatificación de Juan de Ávila y Diego José de Cádiz. En Roma, sor Ángela también conoció al arzobispo Rafael Merry del Val. Regresaron a Sevilla el 1 de mayo.
El 24 de octubre de 1895 se fundó el convento de Arjona, que fue puesto bajo la protección de San Miguel Arcángel. Contó con el apoyo del sacerdote Tarín y de Rafaela Cobo.
El 10 de diciembre de 1898 León XIII firmó un «Decreto de Alabanza» de la Compañía de la Cruz. El arzobispo tradujo el decreto del latín al castellano y se lo entregó a la Compañía de la Cruz. Esto fue celebrado en la Casa Madre con la exposición del Santísimo Sacramento y el canto del Te Deum. De todos los conventos llegaron cartas expresando su alegría por el suceso. San Pío X aprobó este instituto religioso el 25 de junio de 1904. Para la aprobación pontificia, se suprimió el cargo del director espiritual, pero por entonces, sor Ángela ya había adquirido el don del consejo.
En el 1900, Fernando Armero y su esposa Inés quisieron que se fundase un convento de las hermanas de la Cruz en Fuentes de Andalucía, provincia de Sevilla. Este deseo se mantuvo en Dolores Armero Benjumea. Las monjas se instalaron en un edificio de nueva construcción. La inauguración tuvo lugar el 23 de septiembre de 1904, en presencia de sor Ángela. Se nombraron como protectores a san Félix de Cantalicio y al beato Diego José de Cádiz. Sor Ángela se mantuvo en contacto con este convento con su correspondencia. En una de sus cartas a este convento, del 9 de octubre de 1921, decía:

También está el reino de Dios en nosotras [Cfr. Lucas 17:21] cuando con tanto celo practicamos las obras de caridad, no buscando en ellas más que cumplir con nuestra misión, dar gusto a nuestro Padre celestial y buscar almas que le amen y le sirvan, llenándonos de alegría cuando vemos a los que no conocían a Dios que empiezan a conocerle y amarle.

El 11 de mayo de 1908 tuvo lugar un capítulo general en el que se eligió a sor Ángela superiora general.
La Santa Sede aprobó las reglas el 14 de julio de 1908.
En 1902 sor Pilar, superiora del convento de Villafranca, ya había comunicado a sor Ángela que en Zalamea de la Serena, provincia de Badajoz, había mucho interés en que se fundase un convento de la Compañía de la Cruz. La fundación fue realizada en 23 de junio de 1905, en presencia de sor Ángela, con siete monjas. El convento fue puesto bajo la protección de san Antonio de Padua, por ser el día de su santo.
El 31 de agosto de 1909 se fundó el convento de Sanlúcar de Barrameda, provincia de Cádiz. Se hizo por recomendación del sacerdote Tarín y con la ayuda de Francisco Picazo, que puso los medios materiales. Ese día, se celebró una misa en la iglesia de los escolapios y, posteriormente, se dirigieron a la capilla de aquel convento, donde comulgaron y dejaron el Santísimo Sacramento en el Sagrario.
El 10 de agosto de 1913 fundaron el convento de Escacena del Campo, provincia de Huelva. Lo hicieron por la petición de Teresa Escobar. Fue fundado con siete monjas y puesto bajo la protección del Sagrado Corazón de Jesús. Sor Ángela acudió a la fundación y lo visitó tres veces.
El 15 de marzo de 1910 se fundó el convento de Huelva.
El 26 de julio de 1913 se fundó el convento de Peñaflor, provincia de Sevilla. Los franciscanos fundaron un convento en Sierra Morena en 1492 y en el siglo XVIII se trasladaron a Peñaflor. Este convento fue exclaustrado y, en 1913, las hermanas de la Cruz se instalaron en él. En 1970 las monjas se trasladaron a otra sede, en la calle Francisco Ruiz Muñoz.
El 10 de junio de 1916 tuvo lugar otro capítulo general en el que reeligieron a sor Ángela como superiora general.
El 16 de julio de 1920 se fundó, con la asistencia de sor Ángela, el convento de Montellano, provincia de Sevilla, con siete monjas. Fue fundado en una casa comprada por la Compañía de la Cruz a José Ruiz Ramos por 7 900 pesetas. Se puso bajo la protección del Purísimo Corazón de María.
El 31 de julio de 1922 tuvo lugar otro capítulo general. El arzobispo Ilundain delegó, para presidirlo, en el vicario general para las religiosas, Antonio Lorán. En él se reeligió a sor Ángela como superiora general y, como su vicaria, se eligió a sor Corazón de María.
El 9 de octubre de 1923 se fundó el convento de Torreperogil, provincia de Jaén. Sor Ángela, que tuvo gran interés en esta fundación, fue con otras monjas que formarían la comunidad de Sevilla a Baeza en tren y, luego, en coche hasta este pueblo. Se puso bajo la protección de san Diego de Alcalá.
En Écija había un gran interés en que se fundase un convento de la Compañía, sobre todo por parte de Emilio Muñoz, Pastora Gálvez y María Teresa Aguilar. Fue fundado el 17 de septiembre de 1924, en presencia de sor Ángela, con ocho monjas. En el evento, dio un sermón el párroco de la Iglesia de San Pedro de Sevilla. La fundación tuvo lugar en un edificio que había sido un convento de los capuchinos desde 1629 hasta la desamortización del siglo XIX. El retablo mayor de esta iglesia se compone de un conjunto de pinturas, un tabernáculo neoclásico que contiene el Sagrario, un camarín con la Divina Pastora y las imágenes de Sagrado Corazón de Jesús y San José.
El obispo de Málaga, san Manuel González, le pidió a sor Ángela que instalase un convento de la Compañía de la Cruz en Málaga para atender a los necesitados. Como no tenían medios para eso, les ofreció a las monjas la planta baja del Palacio Episcopal, donde se instalaron en 1924. Santa Ángela de la Cruz y Manuel González se escribieron varias cartas y se visitaron en varias ocasiones.
El 29 de abril de 1925 se fundó el convento de El Cerro de Andévalo, provincia de Huelva, con cinco monjas. El jesuita Juan Antonio Domínguez costeó la fundación, en cumplimiento de la voluntad de su difunto padre. Sor Ángela no pudo asistir, porque estaba anciana y el médico le aconsejó que no viajase. También mantuvo correspondencia con esta comunidad. Este convento se puso bajo la protección de los Sagrados Corazones.
El 25 de octubre de 1925 se fundó el convento de Ronda, provincia de Málaga. Los que aportaron los medios fueron los marqueses de Salvatierra. A la fundación asistió sor Ángela y el obispo san Manuel González. El obispo, llamado el Apóstol de la Eucaristía, bendijo la capilla y situó en la misma el Santísimo Sacramento. Se puso bajo la protección de san Rafael y santa Ana.
El 9 de abril de 1926 se fundó el convento de Estepa. Se hizo con los medios proporcionados por Antonio Álvarez Sobrevilla y su esposa, que después siguieron costeando mejoras. Se puso bajo la protección de la Virgen de los Ángeles. Durante la inauguración, sor Ángela se encontró indispuesta y no pudo regresar a Sevilla el día previsto. Las monjas rezaron por su curación, que finalmente tuvo lugar, aunque el médico le dijo que no viajase más. Por esto, Estepa fue la última fundación en la que participó personalmente.
En una carta de 1927 escribió que muchos que habían presenciado el cuidado que realizaban a los enfermos se habían convertido y puesto en gracia de Dios.
En 1928 tuvo lugar otro capítulo general, en el que por razones de salud, cesó en su cargo de superiora general. Para esto, fue elegida sor Gloria, aunque sor Ángela continuó siendo "superiora general honoraria".
En 1929 tuvo lugar en Sevilla el Congreso Mariano Hispano-Americano. El obispo Narciso de Estenaga, prior de las órdenes militares de España, que había acudido a Sevilla para este congreso, tenía muchas ganas de conocer a sor Ángela. Al llegar a la Casa Madre le puso a la santa su anillo episcopal en el dedo meñique y le dijo que no se lo quitase en toda la visita. Cuando se marchó, cogió el anillo y lo besó, como si se tratase de una reliquia de manos de la santa.
El convento de Málaga fue fundado el 25 de marzo de 1931.
En 1931 se proclamó la II República Española y tuvieron lugar asaltos e incendios de iglesias y conventos. Las hermanas de la Cruz de Sevilla no fueron molestadas. Sin embargo, el 11 de mayo quemaron el Palacio Episcopal de Málaga y el obispo san Manuel González y las monjas que allí se encontraban tuvieron que marcharse. Sor Ángela escribió a las monjas de los distintos pueblos una carta que decía:

Pensarán que las tengo olvidadas; al contrario, ahora las tengo presentes, con tantos acontecimientos tristes y desagradables. […] ¡Qué hermoso es el amor fraterno y qué hermoso el espíritu de hermana de la Cruz en lo próspero y en lo adverso […]!

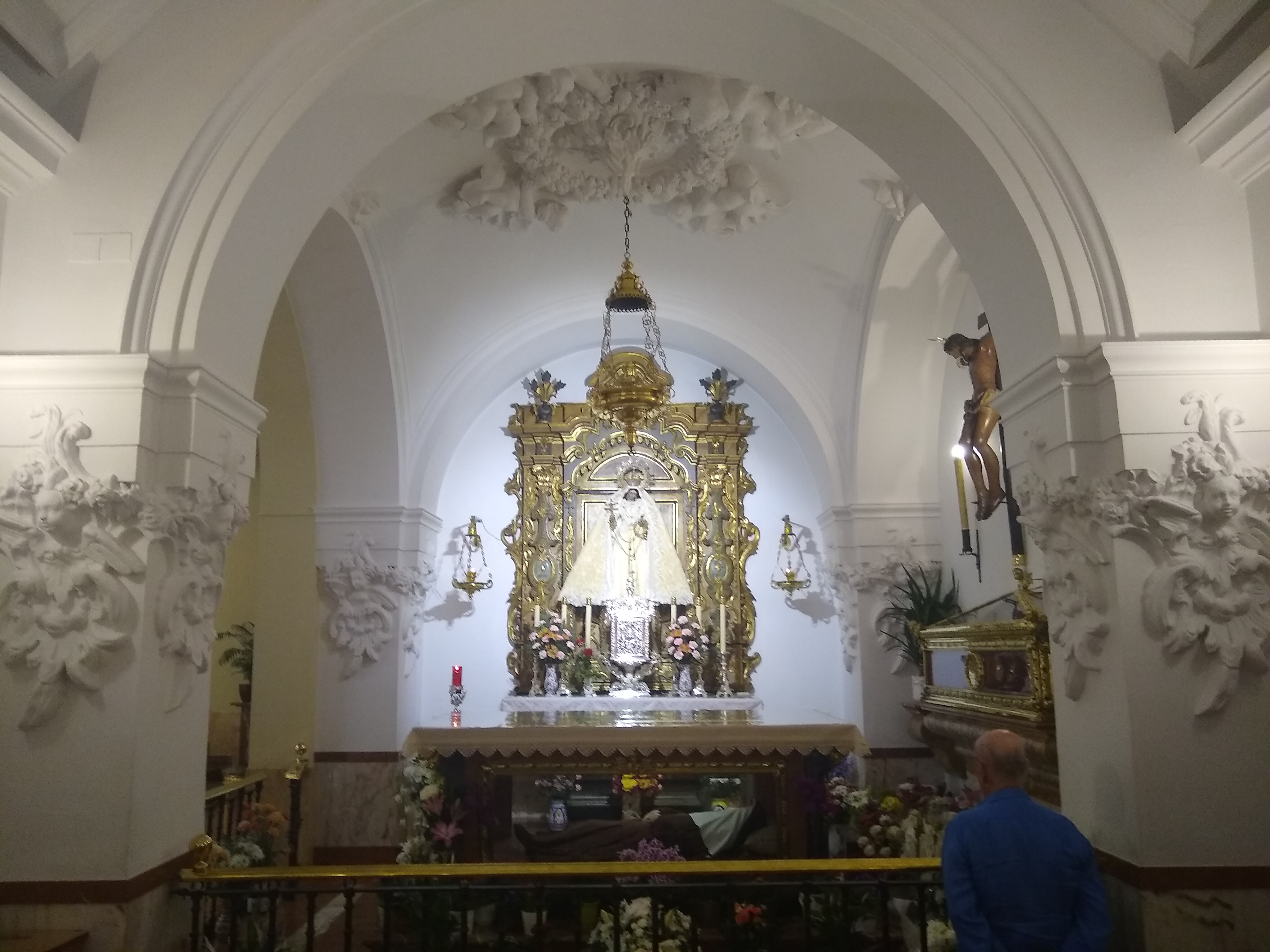
Capilla de Santa Ángela de la Cruz. Bajo el altar se encuentra expuesto el cuerpo de Santa Ángela. A la derecha, está la tumba de Santa María de la Purísima. En el retablo está la Virgen de la Salud de Iglesia de Santa Lucía. Tiene en sus manos una corona y una cruz, para lucir tal y como fue contemplada por Santa Ángela en una visión interior. Casa Madre de las Hermanas de la Cruz. Sevilla.

Falleció el 2 de marzo de 1932 como consecuencia de un accidente cerebrovascular. El cuerpo estuvo expuesto en la Casa Madre y, entre el miércoles y el sábado, pasaron para verla entre 60 000 y 70 000 personas. El instituto religioso tenía una autorización de 1912 para realizar entierros en la capilla del convento, pero las Cortes de la II República habían anulado este tipo de privilegios. El alcalde de Sevilla logró la autorización del ministro de la Gobernación para esto, atendiendo al reconocimiento del pueblo hacia esta persona. Un telegrama del nuncio al arzobispo de Sevilla informó de la autorización del Ministerio de la Gobernación, añadiendo además un pésame y un comentario sobre sus plegarias por este suceso. En el entierro estuvieron el cardenal Ilundain, numerosas personalidades y las autoridades municipales. En el momento de depositar su ataúd en la cripta, un obrero puso un ramo de claveles que había comprado. Su cuerpo permaneció incorrupto a pesar de no haber sido embalsamado.
El 29 de octubre de 1982, en una ceremonia presidida por el arzobispo Carlos Amigo Vallejo, el cuerpo fue trasladado de la cripta de la iglesia a otro sepulcro para que su cuerpo incorrupto pudiera ser venerado por los fieles.

## Espiritualidad
Santa Ángela tenía un gran amor por la Cruz, al igual que san Pablo de Tarso, san Juan de la Cruz y san Francisco de Asís. A partir de la Cuaresma de 1873 pasó a llamarse sor Ángela de la Cruz. Del mismo modo, el instituto religioso que fundó se llamó Compañía de la Cruz.
A lo largo de su vida, tuvo una serie de santos de referencia. En primer lugar, san Francisco de Asís, por su humildad. Las jóvenes del instituto se encomendaban al franciscano san Antonio de Padua. También tituló una carta de 1905: "Las hermanas de la Cruz deben imitar a los santos ángeles". Atribuyó a la intercesión de san José el encuentro de la Casa Madre, le rezaba habitualmente con otras monjas y era especial protector de los Ejercicios Espirituales. San Cayetano fue el protector del noviciado y su vida mendicante y sus obras de caridad eran similares a las de las hermanas de la Cruz. También era devota de san Juan de Dios, san Félix de Cantalicio y san Nicolás de Bari por la virtud de la caridad.
En lo que respecta a las mujeres, era devota de santa Ana, patrona del hogar, santa Martina, por el santo del día de su nacimiento, santa Clara, la amiga de san Francisco, y santa Isabel de Hungría, por su virtud de la caridad.
Sentía que tenía que obedecer al clero y sentía una gran paz espiritual cuando lo hacía. Ya en su vida seglar, hizo voto de obediencia a su confesor y director espiritual.
Su espiritualidad a veces tenía un carácter místico. El Domingo de Ramos de 1875, después de comulgar, pensó en lo siguiente:

En lo interior de mi alma se me representaba una fuente muy resplandeciente, con una luz hermosísima; estaba rodeada de caños de la misma luz y resplandor. Se me olvidaba, no estaba en la tierra; a mí me parece que bajaba del cielo, pero no veía claro dónde empezaba.

Lo que sé es que estaba bastante más arriba de la tierra; alrededor se encontraban algunas almas que estaban de rodillas, un poco inclinadas; estaban como absortas y fijas sus miradas en la fuente. Y entonces aquellos caños de luz bajaban hasta las almas que bebían todas de aquella fuente u quedaban bañadas de aquella luz y resplandecientes con aquel resplandor y como transformadas en celestiales.

Lo que a mí me parece que significa esta fuente es el amor infinito de Dios comunicándose a las almas que le son fieles, uniéndolas a todas y fijándolas en un mismo punto, que es Dios, haciéndolas vivir con su vida, amar con su amor y brillar con su luz.

Estas almas, escogidas de Dios mientras más ocultas y humildes han querido vivir, Dios más las ha ensalzado, haciéndolas conocer de todo el mundo, que al ver las grandes obras que han llevado a cabo con la ayuda de Dios, no ha podido menos que admirar en ellas su poder.

Entonces la fuente casi se ocultaba y aparecía Nuestro Señor Jesucristo crucificado, derramando un torrente de sangre de su divino costado y como diciendo: "Yo soy la fortaleza, de Mí lo han recibido todo. Yo soy el que las sostiene; por Mí perseveran. Yo con mi sangre y mi muerte las he santificado y les he ganado la gloria"

Ella misma describe el propósito principal de la Compañía de la Cruz del siguiente modo:

El objeto principal de la Compañía es unir la vida retirada y penitente con el servicio a los prójimos […] es imitar en todo a Nuestro Señor […] en su vida oculta y penitente, en su pobreza y desnudez de todo lo terreno; y […] en su vida pública haciendo bien a todos y en particular a los enfermos.

Santa Ángela intentaba ser humilde ante Dios y ante los hombres. En sus escritos, trata de forma detallada la virtud de la humildad. Esto está en consonancia con la frase de Jesús: "el que se humille, será ensalzado" (Lucas 18:14).
También consideraba muy importante la Eucaristía para la santificación personal. Además, hacía habitualmente la comunión espiritual.
Al igual que otros santos de la historia de la Iglesia, fue muy devota del Sagrado Corazón de Jesús.
También fue muy devota de la Virgen María, a la cual encomendaba la protección de la Compañía de la Cruz.

## Reconocimientos
Hacia 1928 el Ayuntamiento acordó poner en una lápida de mármol con un texto elogioso a sor Ángela y otra dedicada al sacerdote Torres Padilla. Sor Ángela dejó la lápida dedicada a ella guardada y no quiso ponerla en ningún lugar público.
Dos días después de su muerte, el Ayuntamiento republicano de la ciudad de Sevilla, presidido por el alcalde don José González y Fernández de la Bandera, decidió por unanimidad que constase en acta el sentimiento de la Corporación por la muerte de la religiosa y decidió que se rotulase con su nombre la entonces llamada calle Alcázares, donde estaba y continúa el convento.
Mauricio Tinoco Ortiz, de la Real Academia de Bellas Artes de Santa Isabel de Hungría, realizó una imagen escultórica de Santa Ángela de la Cruz, que fue galardonada con una medalla en la Exposición Nacional de Madrid de 1943. Esta fue situada en 1944 en el interior de la casa de la calle Santa Lucía, donde vivió, que fue restaurada por el arquitecto Antonio Illanes del Río.
El 3 de agosto de 1951 el Ayuntamiento de Sanlúcar de Barrameda aprobó por unanimidad nombrar a las hermanas de la Cruz hijas predilectas del municipio.
En 1982, tras su beatificación, se procesionó en Sevilla con una imagen de sor Ángela desde su casa natal hasta la catedral y se realizó un triduo presidido por Bueno Monreal.
El 9 de noviembre de 2008 la imagen de Santa Ángela de la Cruz procesionó por Chiclana de la Frontera, provincia de Cádiz.
En 2009 las Hermanas de la Cruz recibieron la medalla de oro de la Diputación de Huelva por su cuidado a los necesitados.
En la procesión del Corpus Christi celebrada el 11 de junio de 2009 en Sevilla se incluyó por primera vez un paso con la imagen de Santa Ángela de la Cruz.
Cada 2 de marzo, los devotos de Santa Ángela acuden a visitar su sepulcro.
El cuerpo incorrupto está acompañado a la derecha por la que fue su sucesora y Madre de la congregación durante más de cincuenta años, Sor María Purísima de la Cruz, declarada Santa el 18 de octubre del 2015.
El 6 de noviembre de 1982 María de las Mercedes de Borbón fue a una misa en la iglesia de la Casa Madre de las hermanas de la Cruz y rezó ante el cuerpo incorrupto de sor Ángela.
Su imagen está en diversas iglesias de España.

### Monumentos

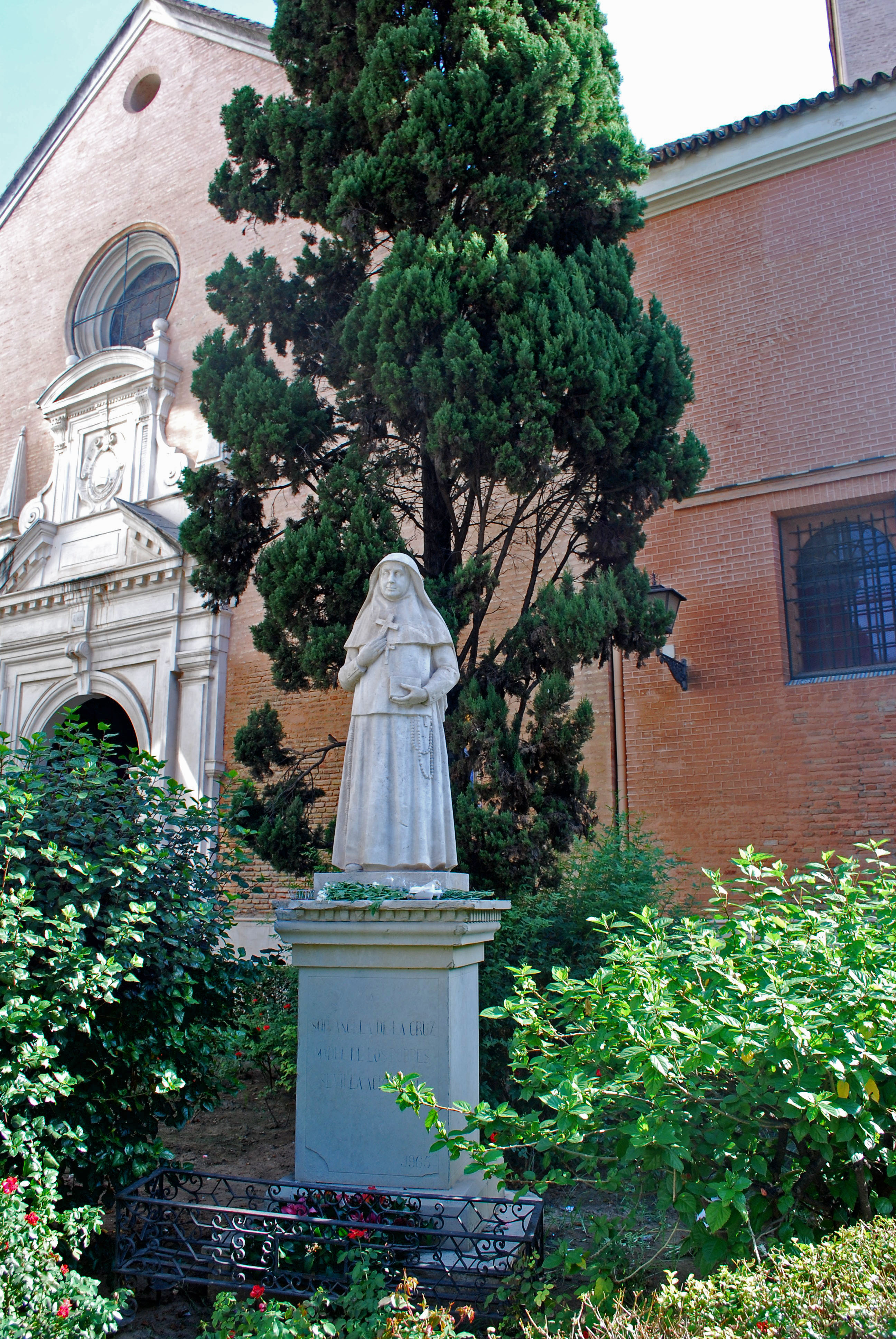
Escultura de Santa Ángela delante de la Iglesia de San Pedro, en Sevilla.

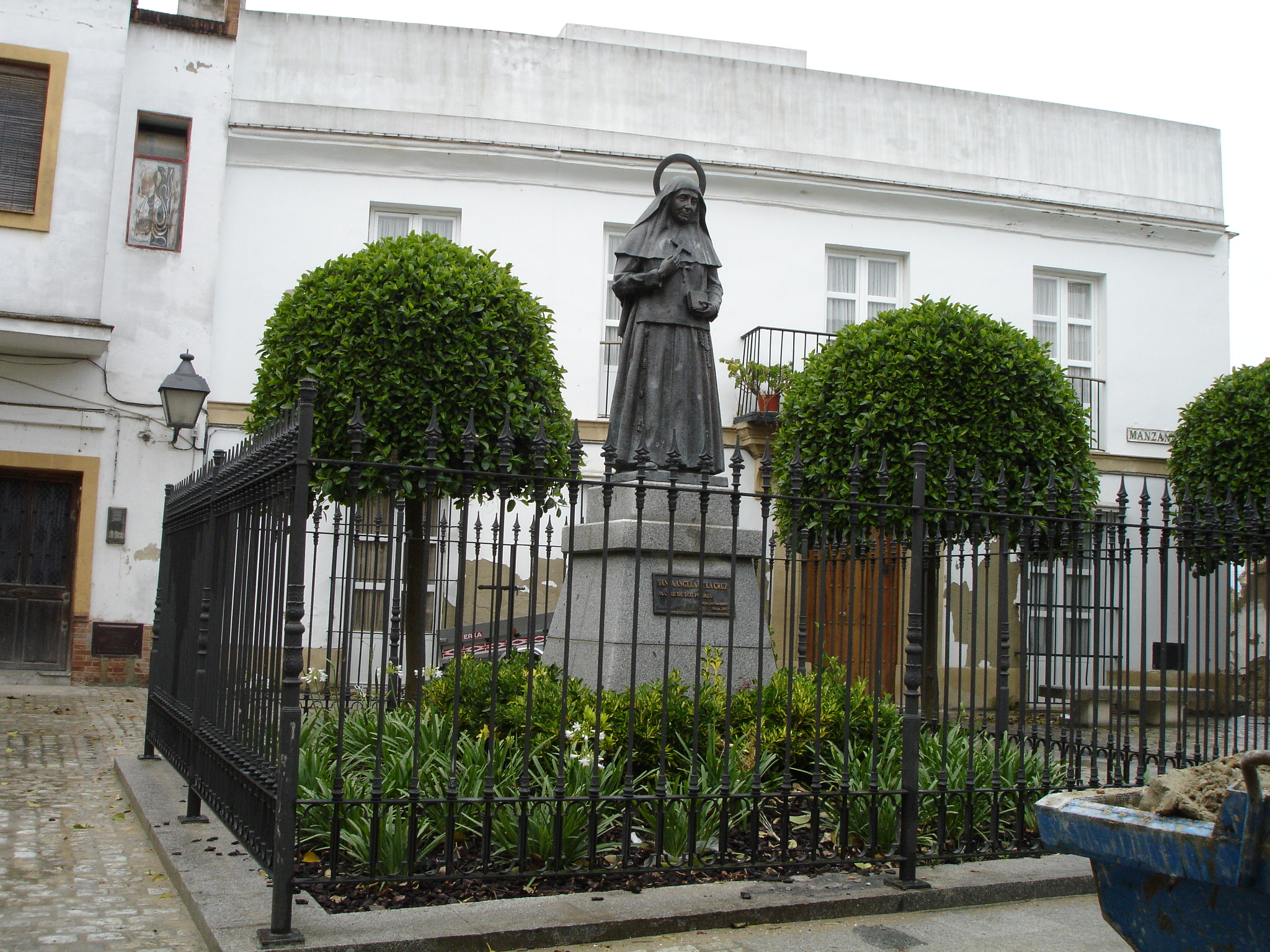
Monumento a Santa Ángela de la Cruz en Jerez de la Frontera.

En 1965 se situó, en un jardín al sur de la calle Sor Ángela de la Cruz de Sevilla, junto a la Iglesia de San Pedro, una estatua de esta santa, obra de Antonio Gavira Alba. En el pedestal se encuentra la dedicatoria: "A sor Ángela de la Cruz, Madre de los Pobres. Sevilla agradecida. 1965". En 1966 fue bendecida por José María Bueno Monreal.
En 1972 José María Bueno Monreal bendijo una estatua de bronce de sor Ángela en Sanlúcar de Barrameda, entre el convento y la Iglesia de San Francisco.
En 1983 se instaló una estatua de sor Ángela en Ciudad Real en la que sostiene una Cruz y la Biblia. Fue realizada por el escultor Fernando López Gómez.
En 1984 se puso una estatua de sor Ángela de la Cruz en Huelva, del autor Antonio León Ortega.
En el año 2000 se inauguró una estatua de sor Ángela en Ayamonte, obra de Alberto Germán Franco.
En 2002 se inauguró una estatua de sor Ángela en Utrera, obra de Ricardo Rivera. Fue bendecida por Carlos Amigo Vallejo.
El 3 de noviembre de 2004 se inauguró una estatua de Santa Ángela en Alcázar de San Juan, realizada por el escultor Peño.
El 6 de noviembre de 2004 fue inaugurada y bendecida por Carlos Amigo Vallejo una estatua de Santa Ángela de la Cruz, realizada por Miguel Bejarano, en Coria del Río.
En 2005 pusieron una estatua de sor Ángela en Lebrija, realizada por Augusto Fernández Arana.
En febrero de 2007 se inauguró una estatua de esta santa en Málaga, realizada por Francisco Martín.
En 2008 se inauguró una estatua de Santa Ángela de la Cruz en Carmona, obra de Miguel Ángel Valverde Jiménez.
En agosto de 2008 se inauguró una estatua de Santa Ángela en Umbrete, realizada por Sebastián Santos Calero. A la inauguración asistió Carlos Amigo Vallejo.
La Hermandad de la Soledad de Hinojos, provincia de Huelva, está vinculada a las hermanas de la Cruz desde que, en la década de 1990, la imagen de la Virgen estuvo en el convento de Sevilla durante los días posteriores a su restauración. En octubre de 2011 se inauguró en Hinojos una estatua de Santa Ángela de la Cruz, obra de Martín Lagares, en presencia de la Virgen de la Soledad del pueblo y con la marcha musical «Soledad de Santa Ángela», compuesta por Francisco Pizarro Gómez, por parte de la Banda de Nuestra Señora del Carmen de Salteras. Se celebró una misa, oficiada por los sacerdotes del Hospital de San Juan de Dios.
En abril de 2011 se inauguró en Ronda una estatua de la santa, realizada por Francisco Parra.
En 2016 el sacerdote José Manuel Daza Tello bendijo la estatua de Santa Ángela de la Cruz de Cádiz, realizada por Manuel Ramos Corona.
También hay estatuas de ella en plazas de Jerez de la Frontera y Chiclana de la Frontera.

### Beatificación
El milagro para su beatificación tuvo lugar en 1938 en Sevilla. Concepción García Núñez sufrió una grave neumonía con complicaciones en el único pulmón que tenía y sanó, después de haber sido desahuciada por los médicos. Fue aprobado por el Vaticano el 12 de julio de 1982.
San Juan Pablo II vino a España el 31 de octubre de 1982. Tras celebrar diversos actos en honor a santa Teresa de Jesús en Ávila y Alba de Tormes y dar un discurso en la Universidad Pontificia de Salamanca se dirigió a Sevilla. El 5 de noviembre, en una explanada del barrio de Los Remedios, se celebró una misa multitudinaria y la beatificación de sor Ángela de la Cruz. En el auditorio se encontraba el altar de plata de la Catedral de Sevilla y un cuadro de sor Ángela pintado ese año por Antonio Dubé de Luque. Se trató de la primera beatificación de la historia celebrada fuera de Roma. San Juan Pablo II dio una larga homilía en la que repasó la vida y virtudes de sor Ángela. En la ceremonia de la beatificación, los Seises bailaron ante el papa. Al evento asistió medio millón de personas.
San Juan Pablo II visitó catedral y oró ante la tumba de Marcelo Spínola y ante la Virgen de los Reyes. Luego fue a la Casa Madre de Sevilla y rezó frente al cuerpo incorrupto de sor Ángela. Bendijo a las hermanas de la Cruz y dijo que se encomendaba a la beata Ángela.
Los días 12, 13 y 14 de noviembre se celebró un triduo de acción de gracias por la beatificación en la catedral.

### Canonización
La Iglesia reconoció un segundo milagro para su canonización, la curación del niño Teodoro Molina Navarro, que sufría un problema en el ojo derecho y que recuperó repentinamente la visión. El 14 de febrero de 2002 la Consulta Médica de la Congregación para la Causa de los Santos reconoció que la curación de este niño era científicamente inexplicable.
Fue canonizada por Juan Pablo II el 4 de mayo de 2003 en la Plaza de Colón de Madrid, junto con los españoles Pedro Poveda, José María Rubio, Genoveva Torres Morales y Maravillas de Jesús. Tuvo lugar una misa y, en la homilía, el papa volvió a hablar de la obra de sor Ángela.
El 7 de mayo el cuerpo incorrupto de sor Ángela fue llevado hasta la Catedral de Sevilla. Durante los tres días siguientes, el cuerpo incorrupto de la santa pasó a estar expuesto en la catedral para veneración de los fieles y la realización de un triduo en su honor. El 11 de mayo el cuerpo incorrupto fue llevado de nuevo a la Casa Madre, entre una multitud de unas doscientas mil personas.

## Compañía de la Cruz
Actualmente, la Compañía de la Cruz tiene más de cincuenta conventos, 700 hermanas y unas 50 novicias que realizan el noviciado en Sevilla. Los países donde se encuentra son España, Argentina e Italia. En España en las comunidades autónomas de Andalucía, Extremadura, Canarias, Madrid, Comunidad Valenciana, Castilla y León, Castilla-La Mancha y Galicia.
Sus actividades son:
- Visitar en su domicilio a las personas ancianas y enfermas que precisan cuidados, ayudandolas en las tareas cotidianas domésticas y de aseo. Prestarles asistencia tanto en el campo material como en el espiritual.[184]
- Atender a las personas sin recursos que acuden a las casas de las Hermanas de la Cruz en busca de ayuda o alimentos.[184]
- Residencias para ancianos.[184]
- Internado para niños huérfanos.[184]